# メラ・サクテン語
メラ・サクテン語は、シナ・チベット語族チベット・ビルマ語派に属する言語である。ブロクパ語（チベット文字：དྲོཀ་པ་ཁ་）、ブロクパカ、ブロクパケとも呼ばれる。主にブータン東部のタシガン県のメラとサクテンで話されている。またヤクの牧畜の共同体の子孫により話されている。

ブータンの言語分布